# لوئیز درووه
لوئیز دروه (به فرانسوی: Louise Drevet) رمان‌نویس قرن نوزدهم میلادی اهل فرانسه بود.